# Philippe Courard
Philippe Courard (Namen, 2 september 1966) is een Belgisch politicus voor de PS. Hij is voormalig Waals minister en burgemeester van Hotton. Van 2014 tot 2019 was hij voorzitter van het Parlement van de Franstalige Gemeenschap. 

## Biografie
Courard behaalde het diploma van geaggregeerde in aardrijkskunde en wetenschappen aan de normaalschool in Aarlen en werd leraar in het Athénée de la Roche in Bastenaken.
Als socialistisch militant werd hij in 1988 op 22-jarige leeftijd voor de PS verkozen tot gemeenteraadslid van Hotton. Na een legislatuur in de oppositie werd hij er begin 1995 burgemeester, een functie die hij bekleedde tot in 2012. Toen werd de PS in Hotton naar de oppositie verwezen. Toen hij in functie trad, was Courard de jongste burgemeester van Wallonië.
Van 1995 tot 2003 werkte Courard als attaché op de kabinetten van Waals minister Willy Taminiaux (1995-1999) en federaal minister André Flahaut (1999-2003). In 1999 werd hij tevens ondervoorzitter van de PS-federatie van de provincie Luxemburg, waarvan hij van 2007 tot 2019 de voorzitter was. Daarnaast werd hij in 2001 voorzitter van de sanitaire dienst van de intercommunale Idélux en was hij van 2001 tot 2003 voorzitter van de Fondation rurale de Wallonie, het Waalse overheidsagentschap voor landelijke ontwikkeling, en van 2001 tot 2004 bestuurder bij de openbare vervoersmaatschappij SRWT.
In juli 2003 werd Courard door PS-voorzitter Elio Di Rupo aangesteld tot minister van Werkgelegenheid en Opleiding in de Waalse Regering. Hij bleef dit tot in 2004 en vervolgens was hij van 2004 tot 2009 Waals minister van Binnenlandse Aangelegenheden en Ambtenarenzaken. In die functie was hij verantwoordelijk voor dossiers als de hervorming van de intercommunales, de herziening van de gemeentewet en het Gemeentefonds en de hervorming van de overheidsadministratie. Zowel bij de verkiezingen van 2004 als die van 2009 werd hij voor het arrondissement Aarlen-Marche-Bastenaken verkozen tot Waals Parlementslid en lid van het Parlement van de Franse Gemeenschap. Door zijn ministeriële functies moest hij zich echter telkens laten vervangen door een opvolger.
In de zomer van 2009 werd hij staatssecretaris voor Maatschappelijke Integratie en Armoedebeleid in de federale regering-Van Rompuy. Courard behield die bevoegdheden in de regering-Leterme II. Begin december 2010 kreeg hij veel kritiek omdat hij te weinig zou gedaan hebben om de opvang van daklozen en asielzoekers op tijd in orde te brengen voor het begin van de winter. 
Bij de verkiezingen van juni 2010 werd Courard verkozen in de Kamer van volksvertegenwoordigers. Na de lange regeringsvorming werd hij in december 2011 in de regering-Di Rupo opnieuw staatssecretaris, deze keer voor Sociale Zaken, Gezinnen en Personen met een handicap. Op 17 januari 2013 nam hij de bevoegdheid Wetenschapsbeleid over van zijn partijgenoot Paul Magnette, die burgemeester van Charleroi werd. Hij bleef deel uitmaken van de federale regering tot in september 2014.
In mei 2014 werd hij opnieuw verkozen in het Waals Parlement en in het Parlement van de Franse Gemeenschap. In september 2014 nam hij ontslag als staatssecretaris om PS-fractieleider te worden in het Waals Parlement. In november dat jaar volgde hij Jean-Charles Luperto, die beschuldigd werd van openbare zedenschennis, op als voorzitter van het Parlement van de Franse Gemeenschap. Als Waals fractieleider werd Courard opgevolgd door Christophe Collignon.
Bij de regionale verkiezingen van mei 2019 werd hij herkozen als Waals Parlementslid en volksvertegenwoordiger van Franse Gemeenschap. Vervolgens werd hij opnieuw verkozen als voorzitter van het Parlement van de Franse Gemeenschap. Courard bleef dit tot aan de installatie van de nieuwe Franse Gemeenschapsregering in september 2019. Dezelfde maand werd hij voorgedragen om als deelstaatsenator in de Senaat te zetelen, als opvolger van Christie Morreale, die Waals minister werd. Vanaf september 2019 was hij in het Waals Parlement tevens voorzitter van de commissie Huisvesting en Lokale Overheden. Hij vervulde al deze parlementaire mandaten en functies tot in juni 2024.
Courard werd bij de federale verkiezingen van juni 2024 lijsttrekker voor de PS in Luxemburg en werd als dusdanig opnieuw verkozen in de Kamer van volksvertegenwoordigers.

## Ereteken
- 2019: Grootofficier in de Leopoldsorde[3]